# Ciridops
Ciridops A. Newton, 1892 è un genere estinto di uccelli passeriformi della famiglia Fringillidae.

## Etimologia
Il nome scientifico del genere, Ciridops, deriva dal nome scientifico del papa della Louisiana, ciris (a sua volta derivato da un non meglio precisato uccello variopinto noto in greco come κειρις, keiris), con l'aggiunta del suffisso -ωψ (-ōps, "simile a"), in riferimento al piumaggio colorato di questi uccelli.

## Descrizione
Al genere venivano ascritte specie di piccole dimensioni (11-12 cm) e dalla colorazione piuttosto variopinta, con presenza di rosso, nero, bianco e grigio argenteo.

## Biologia
Si trattava di uccelli diurni e solitari, dalla dieta essenzialmente granivora: in particolare l'ula-ai-hawane era specializzato molto strettamente legato alle palme del genere Pritchardia dalle quali ricavava il cibo raspando negli accumuli di materiale organico all'attaccatura delle foglie, mentre per quanto riguarda le altre specie non vi sono dati così specifici, seppure la forte muscolatura pelvia di cui sono osservabili le tracce sulle ossa ritrovate farebbe pensare a un regime di vita simile.

## Distribuzione e habitat
Le varie specie ascritte al genere erano tutte endemiche dell'arcipelago delle Hawaii, dove l'ula-ai-hawane era diffuso sull'isola di Hawaii, mentre le altre specie hanno popolato in tempi meno recenti le isole di Kauai (C. tenax), Oahu e Molokai.

## Tassonomia
Il genere comprende un'unica specie vissuta fino a tempi recenti:
- Ciridops anna (Dole, 1879) - ʻula-ʻai-hawane

Oltre a questa, sono state recentemente scoperti i resti di almeno altre tre specie estintesi nel Quaternario e note solo allo stato subfossile, delle quali finora solo una è stata descritta scientificamente:
- Ciridops tenax James & Olson, 1991 - fringuello hawaiiano dalle zampe grosse

Nell'ambito della tribù dei Drepanidini, Ciridops risulta piuttosto vicino ai generi Drepanis, Palmeria e Himatione, coi quali va a formare un clade.